# Amtsblatt
Als Amtsblatt bezeichnet man ein Medium staatlicher Stellen oder öffentlich-rechtlicher Körperschaften  für gesetzlich vorgeschriebene Bekanntmachungen.

## Bedeutung
Aus dem rechtsstaatlichen Publizitätsgebot folgt insbesondere ein Bekanntmachungserfordernis für Rechtsnormen (Gesetze, Rechtsverordnungen, Satzungen). Die Verkündung in einem Amtsblatt schließt das Gesetzgebungsverfahren formell ab, so geregelt beispielsweise in Art. 82 Abs. 1 GG für Bundesgesetze und -verordnungen. Ohne Bekanntmachung wird die betreffende Rechtsvorschrift nicht wirksam.
Funktion des Verkündungsverfahrens ist es, der Öffentlichkeit die verlässliche Kenntnisnahme vom geltenden Recht zu ermöglichen.
Im Verteidigungsfall ist eine vereinfachte Verkündung von Bundesgesetzen und Rechtsverordnungen des Bundes im Rundfunk oder der Tagespresse zulässig.

## Arten
Bundesgesetze und -verordnungen werden im Bundesgesetzblatt verkündet, Landesvorschriften in den Gesetz- und Verordnungsblättern der Bundesländer. Für die Verkündung auf kommunaler Ebene gibt es landesgesetzliche Regelungen, die die Veröffentlichung in einem Amtsblatt oder „die ortsübliche Bekanntgabe“, etwa durch Aushang an der Gemeindetafel vorsehen können.
Für europäische Rechtsakte gibt es das Amtsblatt der Europäischen Union.
Als Gesetzblatt wird ein Amtsblatt bezeichnet, das allein den Wortlaut der erlassenen Gesetze wiedergibt. Gelegentlich werden Amtsblätter von Dienstblättern ergänzt, die spezifische Fachgebiete wie Bauwesen, Schule oder Gesundheit behandeln.
Teilweise beziehen sich die Bekanntmachungen nur auf den internen Dienstbetrieb (Verwaltungsvorschriften).
Amtsblätter können intern über Hausdruckereien herausgegeben werden und kostenlos sein. In anderen Fällen müssen sie kostenpflichtig abonniert werden. Es kommt vor, dass durch Outsourcing ein Produkt entsteht, das die behördlichen Dienste z. T. selbst teuer beziehen müssen. Heute sind Amtsblätter zum Teil online einsehbar, einige allerdings nur im Intranet der herausgebenden Behörde.
Geschäftsleute nutzen Veröffentlichungen im Deutschen Ausschreibungsblatt beispielsweise bei der öffentlichen Ausschreibung von Bauleistungen nach Teil A der VOB, Privatpersonen auch die Stellenausschreibungen für den öffentlichen Dienst, etwa nach § 8 BBG bei der Einstellung von Bundesbeamten. Auch sonstige Veröffentlichungen wie Jahresabschlüsse, Einladungen zu und Berichte über Gremiensitzungen werden in der Regel in den Amtsblättern veröffentlicht. Amtsblätter sind in jeder Verwaltungsbibliothek auch durch nicht dort Beschäftigte einsehbar.

## Geschichte

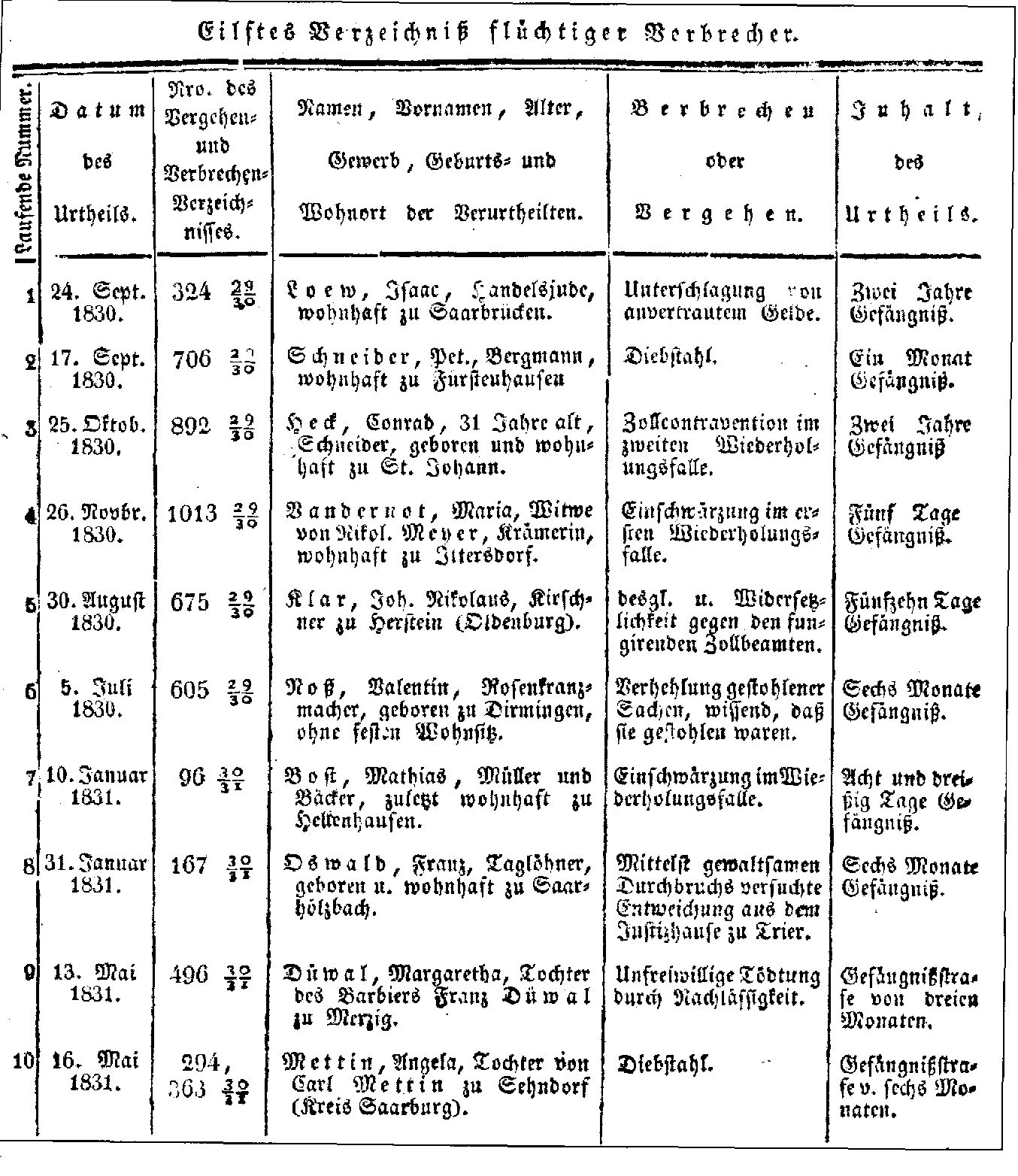
„Verzeichnis flüchtiger Verbrecher“ im Amtsblatt der Regierung zu Trier vom 21. Juli 1831

In Preußen gab seit 1811 jede Regierung für jeden Regierungsbezirk wöchentlich ein Amtsblatt heraus (Verordnungen, Beförderungen, Auktionen, Steckbriefe, Konkurse, Ernennungen von Beamten, Ordensverleihungen, Widmungen usw.). Am 2. Januar 1819 erschien erstmals die Allgemeine Preußische Staatszeitung als offizielles Verkündungsblatt der preußischen Regierung. Mit der Reichsgründung 1871 übernahm der Deutsche Reichsanzeiger diese Funktion, war aber außerdem auch die amtliche Zeitung des Deutschen Reiches bzw. später der Weimarer Republik bis zum Ende des Zweiten Weltkrieges. Insbesondere während der Zeit des Nationalsozialismus spielte auch das Reichsgesetzblatt eine Rolle. 
Die Schleswig-Holsteinische Anzeigen erscheinen unter diesem Titel seit dem Jahr 1750 und dürften damit eines der älteren Amtsblätter Deutschlands sein.

## Liste bedeutender Amtsblätter

### Europäische Union
- Amtsblatt der Europäischen Union[7]
  - Reihe L: Verordnungen und Richtlinien
  - Reihe C: Mitteilungen und Bekanntmachungen
    - Amtsblatt CE: vorbereitende Rechtsakte

  - Reihe S: Ausschreibungen der öffentlichen Hand
  - Fundstellennachweis
    - Band 1: systematisches Verzeichnis
    - Band 2: chronologisches und alphabetisches Register

### Deutschland
- Bundesgesetzblatt (BGBl.)
  - Bundesgesetzblatt Teil I (BGBl. I): Gesetze und Rechtsverordnungen des Bundes sowie Entscheidungen des Bundesverfassungsgerichts mit Fundstellennachweis A (FNA),[10] nachrichtlicher Hinweis auf Rechtsverordnungen, die im Bundesanzeiger oder im Verkehrsblatt verkündet werden
  - Bundesgesetzblatt Teil II (BGBl. II): völkerrechtliche Verträge mit Fundstellennachweis B (FNB)[11]
  - Bundesgesetzblatt Teil III (BGBl. III): bereinigtes Bundesrecht[12]
- Bundesanzeiger (BAnz.)
  - amtlicher Teil: amtliche Bekanntmachungen, Ausschreibungen und Hinweise der Behörden des Bundes und der Länder (bis 2022 außerdem Rechtsverordnungen des Bundes, deren unverzügliches Inkrafttreten wegen Gefahr im Verzug oder zur Durchführung oder Umsetzung von Rechtsakten der Europäischen Union erforderlich war; ab 2023 werden alle Verordnungen im BGBl. veröffentlicht)
- Verkehrsblatt (VKBl.): Rechtsverordnungen der Wasserstraßen- und Schifffahrtsverwaltung, Tarife der Spedition und Lagerei sowie Abgabentarife der Schifffahrt
- Tarif- und Verkehrsanzeiger (TVA): Eisenbahntarife

- Bundessteuerblatt (BStBl.)
  - Bundessteuerblatt Teil I (BStBl. I)
  - Bundessteuerblatt Teil II (BStBl. II)
- Gemeinsames Ministerialblatt (GMBl.)

- Amtliche Nachrichten der Bundesagentur für Arbeit (ANBA)
- Amtsblatt der Bundesnetzagentur
- Bundesgesundheitsblatt: Bekanntmachungen des Bundesinstituts für Arzneimittel und Medizinprodukte, des Paul-Ehrlich-Instituts, des Robert Koch-Instituts, des Deutschen Instituts für Medizinische Dokumentation und Information und der Bundeszentrale für gesundheitliche Aufklärung

- Nachrichten für Luftfahrer (NfL): Amtsblatt für die Luftfahrt in der Bundesrepublik Deutschland
  - NfL 1: Bekanntmachungen, die für die Durchführung des Flugbetriebes von Bedeutung sind
  - NfL 2: Bekanntmachungen, die Luftfahrtgeräte und Luftfahrtpersonal betreffen und nicht in die NfL 1 einzuordnen sind

- Bundesländer:

| Land   | Gesetzblatt                                 | Parlaments- Drucksachen | allgemeines Amtsblatt                | Anzeiger                             | Ministerialblätter    | Ministerialblätter                           | Ministerialblätter |
| ------ | ------------------------------------------- | ----------------------- | ------------------------------------ | ------------------------------------ | --------------------- | -------------------------------------------- | ------------------ |
| BW     | Landesrecht BW GBl 1952/65– & ParlDok       | ParlDok 1952/84–        | GABl 1953/2009–                      | StAnz 1952/2004–                     | Justiz 1952/2009–     | KuU 1952/83–                                 |                    |
| BY[13] | Bayern.Recht GVBl 1874/1945–                | Dokumente 1946–         | BayMBl.2019– (AllMBl 1988/2009–2018) | StAnz 1946/2009–2018                 | (JMBl 1947/2009–2018) | (KWMBl 1975/2009–2018) (FMBl 1946/2009–2018) |                    |
| BE[14] | VIS BE GVBl 1945/14–                        | Dokumente 1950/84/01–   | ABl 1951/2003–                       | ABl 1951/2003–                       | –                     | –                                            |                    |
| BB[15] | BRAVORS GVBl I/II 1990/2010–                | ELVIS 1990–             | ABl 1990/2000–                       | ABl 1990/2000–                       | JMBl 1991/2001–       | Abl MBJS 1992/2001–                          |                    |
| HB[16] | Vorschriften Brem GBl 1849/2013–            | PARiS 1946/79/95–       | ABl 1965/2013–                       | ABl 1965/2013–                       | –                     | –                                            |                    |
| HH[17] | Landesrecht HmbGVBl 1921/95–                | ParlDok 1946/78–/97–    | Amtl Anz 1950/2010–                  | Amtl Anz 1950/2010–                  | HmbJVBl 1921/2012–    | –                                            |                    |
| HE[18] | Hessenrecht GVBl 1945/2005–                 | LIS 1945-               | StAnz 1946/2003–                     | StAnz 1946/2003–                     | JMBl 1949/2002–       | ABl 1948/2001/06–                            |                    |
| MV[19] | Laris GVOBl M-V 1990/91–                    | ParlDok 1990–           | AmtsBl M-V 1991–                     | Amtl Anz 1991/2014–                  | –                     | Mitt.bl KM M-V 1991/2002–                    |                    |
| NI[20] | NI-VORIS Nds GVBl 1947/2006–                | NILAS 1947/78/82–       | Nds MBl 1951/00/06–                  | Nds StAnz 1946/2005–2021             | Nds Rpfl 1947/2006–   | SVBl 1949/2007–                              |                    |
| NW[21] | recht.nrw.de GV NRW 1946–                   | ParlDat 1947/85–        | MBl NRW 1949–                        | MBl NRW 1949–                        | JMBl NRW 1947/2010–   | Schule NRW 2005–                             |                    |
| RP[22] | Landesrecht GVBl 1947–                      | OPAL 1947/79/87–        | MinBl 1949–                          | StAnz 1950/2004–                     | JBl 1947/2004–        | GABl 1991/2016–                              |                    |
| SL[23] | Landesrecht Amtsbl 1945/2009–               | Dokumente 1947/85/09–   | GMBl Saar 1968–2003 Amtsbl. II 2009– | GMBl Saar 1968–2003 Amtsbl. II 2009– | –                     | –                                            |                    |
| SN[24] | REVOSax SächsGVBl 1990/99–                  | ParlDok 1990–           | SächsABl 1990/99–                    | SächsABl/AAz 1990/99–                | SächsJMBl 1994/2011–  | MBl SMK 1991/2007– MBl SMF 1991/2007–        |                    |
| ST[25] | Landesrecht, VIS GVBl LSA 1990/93–          | PADOKA 1990–            | MBl LSA 1991–                        | MBl LSA 1991–                        | [B] JMBl LSA 1995–    | [A] SVBl LSA 1992/97–                        |                    |
| SH     | Landesvorschriften GVOBl Schl-H 1947/66/14– | LIS-SH 1946/83–         | Amtsbl Schl-H 1946–                  | AAz Schl-H 1946–2003                 | SchlHA 1837/2007–     | NBl Schule 1949–                             |                    |
| TH[26] | Landesrecht GVBl 1990– & ParlDok            | ParlDok 1990–           | StAnz 1991–                          | StAnz 1991–                          | JMBl 1991–            | ABl TMBJS 1992–                              |                    |

### Österreich
- Bundesgesetzblatt für die Republik Österreich
- Wiener Zeitung, Amtsblatt der Republik Österreich
- Bundesländer:

| Land                 | Gesetzblatt           | Amtsblatt                                |
| -------------------- | --------------------- | ---------------------------------------- |
| Burgenland[27]       | RIS Landesrecht: LGBl | Landesamtsblatt für das Burgenland       |
| Kärnten[28]          | RIS Landesrecht: LGBl | Kärntner Landeszeitung                   |
| Niederösterreich[29] | RIS Landesrecht: LGBl | Amtliche Nachrichten Niederösterreich    |
| Oberösterreich[30]   | RIS Landesrecht: LGBl | Amtliche Linzer Zeitung (ALZ)            |
| Salzburg[31]         | RIS Landesrecht: LGBl | Salzburger Landes-Zeitung (SLZ)          |
| Steiermark[32]       | RIS Landesrecht: LGBl | Grazer Zeitung (GZ S.)                   |
| Tirol[33]            | RIS Landesrecht: LGBl | Bote für Tirol                           |
| Vorarlberg[34]       | RIS Landesrecht: LGBl | Amtsblatt für das Land Vorarlberg (ABl.) |
| Wien                 | RIS Landesrecht: LGBl | Amtsblatt der Stadt Wien                 |

### Schweiz
- Bundesblatt (BBl), Amtliche Sammlung des Bundesrechts (AS) und Systematische Sammlung des Bundesrechts (SR)
- Schweizerisches Handelsamtsblatt
- Amtsblätter (teilweise auch: Kantonsblätter) der Kantone und Anzeiger der Gemeinden
- siehe auch: Liste teilstaatlicher Vorschriftensammlungen #Schweiz

### Liechtenstein
- Amtsblatt des Fürstentums Liechtenstein

### Luxemburg
- Mémorial, Journal Officiel du Grand-Duché de Luxembourg